# Tyson (lutte)
Pour les articles homonymes, voir Tyson.
Ne doit pas être confondu avec Mike Tyson.
 (décembre 2022).
Si vous êtes l’auteur de ce texte, vous êtes invité à donner votre avis ici. À moins qu’il soit démontré que l’auteur de la page autorise la reproduction et que ce contenu soit compatible avec les principes fondateurs de Wikipédia, cette page sera supprimée ou purgée au bout d’une semaine maximum. En attendant le retrait de cet avertissement, veuillez ne pas réutiliser ce texte.
 (décembre 2022).
Tyson est le nom d'arène de Mouhamed Ndao, un athlète de lutte sénégalaise, tête de file de la génération « Boul Falé ». Il mesure 1,99 m pour 135 kg.

## Biographie
Mouhamed Ndao est né en 1972 à Kaolack. Il a passé son enfance à Pikine, dans la banlieue de Dakar. Il est un disciple de Cheikh Ibrahim Niasse. 

## Exploits
Tyson est le lutteur qui a bouleversé la lutte sénégalaise en faisant exploser les cachets qui sont passés de quelques milliers de francs CFA, pour les anciens lutteurs, a une cinquantaine, voire une centaine de millions de francs CFA, transformant ainsi ce sport en un véritable business. Depuis, les télévisions, les commerciaux mettent en place des partenariats avec la lutte sénégalaise et de grands promoteurs de lutte sont nés.
Cet afflux d'argent dans la lutte fait que beaucoup de jeunes sénégalais veulent devenir des lutteurs professionnels. Preuve en est le célèbre lutteur Balla Gaye 2 qui déclare avoir été un grand supporter de Tyson dans sa jeunesse.
Sportivement, il a balayé toute la génération qui l'a précédé en terrassant tous ses adversaires jusqu'à Manga 2 qui était alors le Roi des Arènes, lui confisquant ainsi son titre.

## Chute
Après avoir suspendu sa carrière durant les années 2007-2008, à la suite d'une controverse liée au combat qui l'a opposé à Serigne Dia dit « Bombardier », il envisage la reprise de sa carrière en 2009.
C'est le 4 avril 2010, jour du 50e anniversaire de l'indépendance du Sénégal, que l'enfant de Kaolack fait son retour lors d'un combat contre le « roi des arènes » Yékini. Combat dont Yékini sort vainqueur.
Le 31 juillet 2011, il perd contre Balla Gaye 2 dont il est l'idole, au cours d'un match expéditif. Le 3 mai 2015, il perd son combat contre Gris Bordeaux.

### 1994/1995
| Année | Jour       | Lutteur | Écurie        | Adversaire  | Écurie adverse | Résultat |
| ----- | ---------- | ------- | ------------- | ----------- | -------------- | -------- |
| 1995  | 31 juillet | Tyson   | Pikine Mbollo | Ngueye Loum | Mermoz         | Victoire |

### 1995/1996
| Année | Jour        | Lutteur | Écurie        | Adversaire   | Écurie adverse | Résultat |
| ----- | ----------- | ------- | ------------- | ------------ | -------------- | -------- |
| 1995  | 17 decembre | Tyson   | Pikine Mbollo | Daouda Dop   | Serere         | Victoire |
| 1996  | 30 juin     | Tyson   | Pikine Mbollo | Chiekh Mbaba | Ndakaru        | Victoire |

### 1996/1997
| Année | Jour       | Lutteur | Écurie        | Adversaire      | Écurie adverse | Résultat |
| ----- | ---------- | ------- | ------------- | --------------- | -------------- | -------- |
| 1996  | 17 octobre | Tyson   | Pikine Mbollo | Alioune Seye    | Walo           | Victoire |
| 1997  | 17 mars    | Tyson   | Pikine Mbollo | Mohamed Ali     | Walo           | Victoire |
| 1997  | 6 juillet  | Tyson   | Pikine Mbollo | Moustapha Gueye | Fass           | Victoire |

### 1997/1998
| Année | Jour     | Lutteur | Écurie        | Adversaire    | Écurie adverse | Résultat |
| ----- | -------- | ------- | ------------- | ------------- | -------------- | -------- |
| 1998  | 12 avril | Tyson   | Pikine Mbollo | Toubabou Dior | Medina         | Victoire |

### 1998/1999
| Titre          | Année | Jour      | Lutteur | Écurie        | Adversaire | Écurie adverse | Résultat |
| -------------- | ----- | --------- | ------- | ------------- | ---------- | -------------- | -------- |
| Roi des arènes | 1999  | 4 juillet | Tyson   | Pikine Mbollo | Manga 2    | Sérére         | Victoire |

Match historique au terme duquel Tyson devient roi des arènes ; Manga 2 rend sa couronne après l'avoir défendue pendant 15 ans.

### 1999/2000
| Année | Jour | Lutteur | Écurie     | Adversaire | Écurie adverse | Résultat |
| ----- | ---- | ------- | ---------- | ---------- | -------------- | -------- |
|       |      | Tyson   | Boul Faale |            |                |          |

### 2000/2001
| Titre          | Année | Jour      | Lutteur | Écurie     | Adversaire | Écurie adverse | Résultat |
| -------------- | ----- | --------- | ------- | ---------- | ---------- | -------------- | -------- |
| Roi des Arènes | 2000  | 7 octobre | Tyson   | Boul Faale | Mor Fadam  | Mermoz         | Victoire |
| Roi des Arènes | 2001  | 8 juillet | Tyson   | Boul Faale | Mor Fadam  | Mermoz         | Victoire |

### 2001/2002
| Année | Jour | Lutteur | Écurie     | Adversaire | Écurie adverse | Résultat |
| ----- | ---- | ------- | ---------- | ---------- | -------------- | -------- |
|       |      | Tyson   | Boul Faale |            |                |          |

### 2002/2003
| Titre          | Année | Jour        | Lutteur | Écurie     | Adversaire | Écurie adverse | Résultat |
| -------------- | ----- | ----------- | ------- | ---------- | ---------- | -------------- | -------- |
| Roi des arènes | 2002  | 25 decembre | Tyson   | Boul Faale | Bombardier | Mbour          | Défaite  |

Tyson perd finalement son titre en l'ayant defendu victorieusement deux fois. Il aura été roi des arènes pendant deux ans et demi.

### 2003/2004
| Année | Jour   | Lutteur | Écurie     | Adversaire      | Écurie adverse | Résultat |
| ----- | ------ | ------- | ---------- | --------------- | -------------- | -------- |
| 2004  | 30 mai | Tyson   | Boul Faale | Moustapha Guéye | Fass           | Victoire |

### 2004/2005
| Année | Jour | Lutteur | Écurie     | Adversaire | Écurie adverse | Résultat |
| ----- | ---- | ------- | ---------- | ---------- | -------------- | -------- |
|       |      | Tyson   | Boul Faale |            |                |          |

### 2005/2006
| Titre          | Année | Jour        | Lutteur | Écurie     | Adversaire | Écurie adverse | Résultat |
| -------------- | ----- | ----------- | ------- | ---------- | ---------- | -------------- | -------- |
| Roi des arènes | 2006  | 1er janvier | Tyson   | Boul Faale | Yekini     | Ndakaru        | Defaite  |

### 2006/2007
| Année | Jour      | Lutteur | Écurie     | Adversaire | Écurie adverse | Résultat |
| ----- | --------- | ------- | ---------- | ---------- | -------------- | -------- |
| 2007  | 7 janvier | Tyson   | Boul Faale | Bombardier | Mbour          | Defaite  |

### 2007/2008
| Année | Jour | Lutteur | Écurie     | Adversaire | Écurie adverse | Résultat |
| ----- | ---- | ------- | ---------- | ---------- | -------------- | -------- |
|       |      | Tyson   | Boul Faale | Suspendu   | Suspendu       | Suspendu |

### 2008/2009
| Année | Jour | Lutteur | Écurie     | Adversaire | Écurie adverse | Résultat |
| ----- | ---- | ------- | ---------- | ---------- | -------------- | -------- |
|       |      | Tyson   | Boul Faale | Suspendu   | Suspendu       | Suspendu |

### 2009/2010
| Titre          | Année | Jour    | Lutteur | Écurie     | Adversaire | Écurie adverse | Résultat |
| -------------- | ----- | ------- | ------- | ---------- | ---------- | -------------- | -------- |
| Roi des arènes | 2010  | 4 avril | Tyson   | Boul Faale | Yekini     | Ndakaru        | Defaite  |

### 2010/2011
| Année | Jour       | Lutteur | Écurie     | Adversaire   | Écurie adverse            | Résultat |
| ----- | ---------- | ------- | ---------- | ------------ | ------------------------- | -------- |
| 2011  | 31 juillet | Tyson   | Boul Faale | Balla Gaye 2 | Ecole de lutte Balla Gaye | Défaite  |

### 2011/2012
| Année | Jour | Lutteur | Écurie     | Adversaire    | Écurie adverse | Résultat      |
| ----- | ---- | ------- | ---------- | ------------- | -------------- | ------------- |
|       |      | Tyson   | Boul Faale | Année blanche | Année blanche  | Année blanche |

### 2012/2013
| Année | Jour | Lutteur | Écurie     | Adversaire    | Écurie adverse | Résultat      |
| ----- | ---- | ------- | ---------- | ------------- | -------------- | ------------- |
|       |      | Tyson   | Boul Faale | Année blanche | Année blanche  | Année blanche |

### 2013/2014
| Année | Jour | Lutteur | Écurie     | Adversaire    | Écurie adverse | Résultat      |
| ----- | ---- | ------- | ---------- | ------------- | -------------- | ------------- |
|       |      | Tyson   | Boul Faale | Année blanche | Année blanche  | Année blanche |

### 2014/2015
| Année | Jour  | Lutteur | Écurie     | Adversaire    | Écurie adverse | Résultat |
| ----- | ----- | ------- | ---------- | ------------- | -------------- | -------- |
| 2015  | 3 mai | Tyson   | Boul Faale | Gris Bordeaux | Fass           | Défaite  |

Retour perdant après 3 années blanches et fin de carrière.